# Étienne Bernard Cossard
Pour les articles homonymes, voir Cossard.
Étienne Bernard Cossard, né le 8 août 1756 à Troyes (Aube), mort le 31 janvier 1837 à Troyes (Aube), est un militaire français de la Révolution et de l’Empire.

## États de service
Il entre en service le 27 septembre 1778, comme soldat dans le régiment de Condé-infanterie, et il obtient son congé le 28 juillet 1783. 
Il reprend du service le 29 août 1792, en tant que commandant en second du 3e bataillon de volontaires de l’Aube. Lors de la reprise d’Anvers par les Autrichiens en 1793, il défend pied à pied le terrain et a un cheval tué sous lui. Le 18 mai 1794, il se signale à nouveau devant Roubaix, dans un engagement sérieux avec l’ennemi, et dans lequel il perd un second cheval. Le 4 août 1794, il passe avec le même grade dans la 38e demi-brigade de ligne.
Après avoir fait les campagnes de 1792 à l’an IV aux armées du Nord et d’Allemagne. Il passe à l’armée d’Italie en l’an V, et il y reste jusqu’en 1806. Le 11 février 1800, le premier Consul le nomme chef de brigade de la 60e demi-brigade de ligne.
Le 12 avril 1801, étant à la poursuite des brigands qui infestent la Toscane, il est atteint d’un coup de feu qui lui traverse la poitrine. Il est élevé au grade de colonel en 1803, et il est fait chevalier de la Légion d’honneur le 11 décembre suivant, puis officier de l’ordre le 14 juin 1804. Il est nommé électeur du département de l’Aube en 1806.
Le 18 février 1808, il est désigné pour prendre les fonctions de commandant d’armes de 3e classe, et le 2 janvier 1811, il est nommé sur l’île de Texel en Hollande. De graves infirmités ne lui ayant pas permis d’accepter, il est admis à la retraite le 28 février 1811.
Il meurt le 31 janvier 1837 à Troyes.

## Sources
- A. Lievyns, Jean Maurice Verdot, Pierre Bégat, Fastes de la Légion-d'honneur, biographie de tous les décorés accompagnée de l'histoire législative et réglementaire de l'ordre, Tome 3, Bureau de l’administration, 1844, 529 p. (lire en ligne), p. 88.
- « Cote LH/597/21 », base Léonore, ministère français de la Culture
- (en) « French Infantry Regiments and the Colonels who Led Them: 1791 to 1815: Eberle to Exelmans »
- Léon Hennet, Etat militaire de France pour l’année 1793, Siège de la société, Paris, 1903, p. 320.
- Étienne Bernard Cossard  sur roglo.eu
- Louis Bergeron et Guy Chassinand-Nogaret, Grands notables du Premier Empire: notices de biographie sociale, Volume 7, Centre national de la recherche scientifique, 1978, p. 20.